# (12298) Brecht
(12298) Brecht est un astéroïde de la ceinture principale.

## Description
(12298) Brecht est un astéroïde de la ceinture principale. Il fut découvert le 6 août 1991 à Tautenburg par Freimut Börngen. Il présente une orbite caractérisée par un demi-grand axe de 2,42 UA, une excentricité de 0,24 et une inclinaison de 8,2° par rapport à l'écliptique.

## Compléments